# Список космонавтов — участников орбитальных космических полётов
Алфавитный список космонавтов — участников орбитальных космических полётов.

## А
1. Авдеев, Сергей Васильевич ( Россия)
2. Адамсон, Джеймс Крейг (Adamson James Craig) ( США)
3. Аимбетов, Айдын Аканович ( Казахстан)
4. Айвинс, Марша (Ivins Marsha) ( США)
5. Айзекман, Джаред (Jared Isaacman) ( США)
6. Айерс, Николь (Nichole Ayers) ( США)
7. Айзли, Донн Фултон (Eisele Donn Fulton) ( США)
8. Акаба, Джозеф Майкл (Acaba Joseph Michael) ( США)
9. Акияма, Тоёхиро (Akiyama Toyohiro) ( Япония)
10. Аксёнов, Владимир Викторович ( СССР)
11. Александров, Александр Павлович ( СССР)
12. Александров, Александр Панайотов (Aleksandrov Aleksandr Panayotov) ( НРБ)
13. Аллен, Джозеф Персивал (Allen Joseph Percival) ( США)
14. Аллен, Эндрю Майкл (Allen Andrew Michael) ( США)
15. Аль-Карни, Али (AlQarni Ali) ( Саудовская Аравия)
16. Аль-Мансури, Хаззаа ( ОАЭ)
17. Аль-Нейади, Султан ( ОАЭ)
18. Андерс, Уильям Элисон (Anders William Alison) ( США)
19. Андерсон, Клейтон Конрад (Anderson Clayton Conrad) ( США)
20. Андерсон, Майкл Филлип (Anderson Michael Phillip) ( США)
21. Ансари, Ануше (Ansari Anousheh) ( США)
22. Антонелли, Доминик Энтони (Antonelli Dominic Anthony) ( США)
23. Армстронг, Нил Олден (Armstrong Neil Alden) ( США)
24. Арнольд, Ричард Роберт (Arnold Richard Robert) ( США)
25. Арсено, Хейли (Hayley Arceneaux) ( США)
26. Артемьев, Олег Германович ( Россия)
27. Артюхин, Юрий Петрович ( СССР)
28. Арцебарский, Анатолий Павлович ( СССР)
29. Аршамбо, Ли Джозеф (Archambault Lee Joseph) ( США)
30. ас-Сауд, Султан ибн Салман ибн Абдул-Азиз ( Саудовская Аравия)
31. Атьков, Олег Юрьевич ( СССР)
32. Аубакиров, Токтар Онгарбаевич ( СССР)
33. Ауньон-Ченселлор, Серена (Auñón-Chancellor Serena Maria) ( США)
34. Афанасьев, Виктор Михайлович ( СССР)

## Б
1. Баки, Джей Кларк (Buckey Jay Clarck) ( США)
2. Бакли, Джеймс Фредерик (Buchli James Frederick) ( США)
3. Баландин, Александр Николаевич ( СССР)
4. Барнави, Райяна (Barnawi Rayyanah) ( Саудовская Аравия)
5. Барратт, Майкл Рид (Barratt Michael Reed) ( США)
6. Барри, Даниэль Томас (Barry Daniel Thomas) ( США)
7. Барто, Джон-Дэвид (Bartoe John-David) ( США)
8. Батурин, Юрий Михайлович ( Россия)
9. Бауэрсокс, Кеннет Дуэйн (Bowersox Kenneth Dwane) ( США)
10. Бейгиан, Джеймс Филлипп (Bagian James Phillipp) ( США)
11. Бейкер, Майкл Аллен (Baker Michael Allen) ( США)
12. Бейкер, Эллен Шулман (Baker Ellen Shulman) ( США)
13. Белла, Иван (Bella Ivan) ( Словакия)
14. Беляев, Павел Иванович ( СССР)
15. Бенкен, Роберт Луис (Behnken Robert Louis) ( США)
16. Бёрбэнк, Дэниел Кристофер (Burbank Daniel Christopher) ( США)
17. Береговой, Георгий Тимофеевич ( СССР)
18. Березовой, Анатолий Николаевич ( СССР)
19. Бин, Алан ЛаВерн (Bean Alan LaVern) ( США)
20. Блаха, Джон Элмер (Blaha John Elmer) ( США)
21. Блумфилд, Майкл Джон (Bloomfield Michael John) ( США)
22. Блуфорд, Гайон Стюарт (Bluford Guion Stewart Jr.) ( США)
23. Бобко, Кэрол Джозеф (Bobko Karol Joseph) ( США)
24. Бодри, Патрик Пьер Роже (Baudry Patrick Pierre Roger) ( Франция)
25. Болден, Чарлз Фрэнк (Bolden Charles Frank Jr.) ( США)
26. Бондар, Роберта Линн (Bondar Roberta Lynn) ( Канада)
27. Борисенко, Андрей Иванович ( Россия)
28. Борисов, Константин Сергеевич ( Россия)
29. Борман, Фрэнк Фредерик (Borman Frank Frederick II) ( США)
30. Боу, Эрик Аллен (Boe Eric Allen) ( США)
31. Боуэн, Стивен Джерард (Bowen Stephen Gerard) ( США)
32. Бранд, Вэнс ДеВоу (Brand Vance DeVoe) ( США)
33. Бранденстайн, Дэниел Чарлз (Brandenstein Daniel Charles) ( США)
34. Браун, Дэвид Макдауэлл (Brown David McDowell) ( США)
35. Браун, Кёртис Ли (Brown Curtis Lee, Jr.) ( США)
36. Браун, Марк Нил (Brown Mark Neil) ( США)
37. Брезник, Рэндолф Джеймс (Bresnik Randolf James) ( США)
38. Брейди, Чарлз Элдон (Brady Charles Eldon Jr.) ( США)
39. Бриджес, Рой Данбард (Bridges Roy Dunbard Jr.) ( США)
40. Бударин, Николай Михайлович ( Россия)
41. Бурш, Дэниел Уилер (Bursch Daniel Wheeler) ( США)
42. Быковский, Валерий Федорович ( СССР)
43. Бэррон, Кейла (Barron Kayla) ( США)

## В
1. Вагнер, Иван Викторович ( Россия)
2. Ваката, Коити ( Япония)
3. Вальтер, Ульрих Ханс (Walter Ulrich Hans) ( Германия)
4. ван ден Берг, Людвиг (van den Berg Lodewijk) ( США)
5. Ван Хаоцзэ (Wang Haoze) ( Китай)
6. ван Хофтен, Джеймс Дугал Адрианус (van Hoften James Dougal Adrianus) ( США)
7. Ван Цзе (Wang Jie) ( Китай)
8. Ван Чунь (Wang Chun) ( Мальта)
9. Ван Япин (Wang Yaping) ( Китай)
10. Ванде Хай, Марк Томас (Vande Hei) ( США)
11. Вандт, Маркус ( Швеция)
12. Василевская, Марина Витальевна ( Беларусь)
13. Васютин, Владимир Владимирович ( СССР)
14. Викторенко, Александр Степанович ( СССР)
15. Вилладеи, Вальтер ( Италия)
16. Виноградов, Павел Владимирович ( Россия)
17. Виртс, Терри Уэйн (Virts Terry Wayne) ( США)
18. Виттори, Роберто (Vittori Roberto) ( Италия)
19. Вич, Чарлз Лейси (Veach Charles Lacy) ( США)
20. Волк, Игорь Петрович ( СССР)
21. Волков, Александр Александрович ( СССР)
22. Волков, Владислав Николаевич ( СССР)
23. Волков, Сергей Александрович ( Россия)
24. Волынов, Борис Валентинович ( СССР)
25. Восс, Джеймс Шелтон (Voss James Shelton) ( США)
26. Восс, Дженис Элейн (Voss Janice Elaine) ( США)
27. Вулф, Дейвид Александер (Wolf David Alexander) ( США)

## Г
1. Гагарин, Юрий Алексеевич ( СССР)
2. Гаран, Рональд Джон-младший (Garan Ronald John) ( США)
3. Гарднер, Гай Спенсер (Gardner Guy Spencer) ( США)
4. Гарднер, Дейл Аллан (Gardner Dale Allanr) ( США)
5. Гарн, Эдвин Джейкоб (Garn Edwin Jacob) ( США)
6. Гарно, Жозеф Жан-Пьер Марк (Garneau Joseph Jean-Pierre Marc) ( Канада)
7. Гезеравджи, Альпер ( Турция)
8. Гемар, Чарлз Доналд (Gemar Charles Donald) ( США)
9. Гермашевский, Мирослав (Hermaszewski Mirosław) ( Польша)
10. Гернхардт, Майкл Лэндон (Gernhardt Michael Landon) ( США)
11. Герст, Александр (Gerst Alexander) ( Германия)
12. Гибсон, Роберт Ли (Gibson Robert Lee) ( США)
13. Гибсон, Эдвард Джордж (Gibson Edward George) ( США)
14. Гидзенко, Юрий Павлович ( Россия)
15. Гиллис, Сара (Gillis Sarah Levin) ( США)
16. Глазков, Юрий Николаевич ( СССР)
17. Гленн, Джон Гершель-младший (Glenn John Hercshel, Jr.) ( США)
18. Гловер, Виктор Джером (Glover Victor Jerome) ( США)
19. Годвин, Линда Максин (Godwin Linda Maxine) ( США)
20. Горбатко, Виктор Васильевич ( СССР)
21. Горбунов, Александр Владимирович ( Россия)
22. Гордон, Ричард Фрэнсис (Gordon Richard Francis) ( США)
23. Гори, Доминик Ли Падвилл (Gorie Dominic Lee Pudwill) ( США)
24. Грансфелд, Джон Мейс (Grunsfeld John Mace) ( США)
25. Гребёнкин, Александр Сергеевич ( Россия)
26. Грегори, Уильям Джордж (Gregory Wiilliam George) ( США)
27. Грегори, Фредерик Дрю (Gregory Frederick Drew) ( США)
28. Грейб, Роналд Джон (Grabe Ronald John) ( США)
29. Гречко, Георгий Михайлович ( СССР)
30. Григгс, Стэнли Дейвид (Griggs Stanley David) ( США)
31. Гриссом, Вирджил Айвен (Grissom Virgil Ivan) ( США)
32. Губарев, Алексей Александрович ( СССР)
33. Гуд, Майкл Тимоти (Good Michael Timothy) ( США)
34. Гуидони, Умберто (Guidoni Umberto) ( Италия)
35. Гуй Хайчао ( Китай)
36. Гуррагча, Жугдэрдэмидийн (Жүгдэрдэмидийн Гүррагчаа) ( Монголия)
37. Гутьеррес, Сидни Макнил (Gutierrez Sidney McNeil) ( США)
38. Гэрриот, Оуэн Кей (Garriott Owen Kay) ( США)
39. Гэрриот, Ричард Аллен (Garriott Richard Allen) ( США)
40. Гэффни, Фрэнсис Эндрю (Gaffney Francis Andrew) ( США)

## Д
1. Данбар, Бонни Джинн (Dunbar Bonnie Jeanne) ( США)
2. Дарранс, Сэмюел Торнтон (Durrance Samuel Thornton) ( США)
3. Даттон, Джеймс Патрик (Dutton James Patrick) ( США)
4. Даффи, Брайан (Duffy Brian) ( США)
5. Де Винне, Франк (De Winne Frank) ( Бельгия)
6. Дежуров, Владимир Николаевич ( Россия)
7. Дейвис, Нэнси Джен (Davis Nancy Jan) ( США)
8. Делукас, Лоуренс Джеймс (DeLucas Lawrence James) ( США)
9. Дёмин, Лев Степанович ( СССР)
10. Джанибеков, Владимир Александрович ( СССР)
11. Джемисон, Мэй Кэрол (Jemison Mae Carol) ( США)
12. Джерниган, Тамара Элизабет (Jernigan Tamara Elizabeth) ( США)
13. Джетт, Брент Уорд (Jett Brent Ward, Jr.) ( США)
14. Джонсон, Грегори Карл (Johnson Gregory Carl) ( США)
15. Джонсон, Грегори Харольд (Johnson Gregory Harold) ( США)
16. Джоунс, Томас Дейвид (Jones Thomas David) ( США)
17. Добровольский, Георгий Тимофеевич ( СССР)
18. Дои, Такао (Doi Takao) ( Япония)
19. Доминик, Мэттью (Dominick Matthew Stuart) ( США)
20. Дрю, Бенджамин Элвин (Drew Benjamin Alvin) ( США)
21. Дубров, Пётр Валерьевич ( Россия)
22. Дуке, Педро Франсиско (Duque Pedro Francisco) ( Испания)
23. Дьюк, Чарлз Мосс (Duke Charles Moss Jr.) ( США)
24. Дэн Цинмин (Deng Qingming) ( Китай)

## Е
1. Е Гуанфу ( Китай)
2. Егоров, Борис Борисович ( СССР)
3. Елисеев, Алексей Станиславович ( СССР)

## Ж
1. Жолобов, Виталий Михайлович ( СССР)

## З
1. Залётин, Сергей Викторович ( Россия)
2. Замка, Джордж Дейвид (Zamka George David) ( США)
3. Зубрицкий, Алексей Витальевич ( Россия)
4. Зудов, Вячеслав Дмитриевич ( СССР)

## И
1. Иванишин, Анатолий Алексеевич ( Россия)
2. Иванов, Георги Иванов (Ivanov Georgi Ivanov) ( НРБ)
3. Иванченков, Александр Сергеевич ( СССР)
4. Инглэнд, Энтони Уэйн (England Anthony Wayne) ( США)
5. Ирвин, Джеймс Бенсон (Irwin James Benson) ( США)

## Й
1. Йен, Зигмунд Вернер Пауль (Jähn Sigmund Werner Paul) ( ГДР)

## К
1. Кабана, Роберт Доналд (Cabana Robert David) ( США)
2. Каванди, Джанет Линн (Kavandi Janet Lynn) ( США)
3. Каденюк, Леонид Константинович ( Украина)
4. Калбертсон, Фрэнк Ли (Culbertson Frank Lee) ( США)
5. Калери, Александр Юрьевич ( Россия)
6. Камарда, Чарлз Джозеф (Camarda Charles Joseph) ( США)
7. Камерон, Кеннет Доналд (Cameron Kenneth Donald) ( США)
8. Канаи, Норисигэ ( Япония)
9. Каннингем, Ронни Уолтер (Cunningham Ronnie Walter) ( США)
10. Капу, Тибор (Kapu Tibor) ( Венгрия)
11. Карпентер, Малькольм Скотт (Carpenter Malcolm Scott) ( США)
12. Карр, Джеральд Пол (Carr Gerald Paul) ( США)
13. Картер, Мэнли Ланиер (Carter Manly Lanier) ( США)
14. Каспер, Джон Ховард (Casper John Howard) ( США)
15. Кассада, Джош Аарон (Cassada Jhosh Aaron) ( США)
16. Кели, Маурицио (Cheli Maurizio) ( Италия)
17. Келли, Джеймс Макнейл (Kelly James McNeal) ( США)
18. Келли, Марк Эдвард (Kelly Mark Edward) ( США)
19. Келли, Скотт Джозеф (Kelly Scott Joseph) ( США)
20. Кервин, Джозеф Питер (Kerwin Joseph Peter) ( США)
21. Кёйперс, Андре (Kuipers Andre) ( Нидерланды)
22. Кербим, Роберт Ли (Curbeam Robert Lee, Jr.) ( США)
23. Кизим, Леонид Денисович ( СССР)
24. Кикина, Анна Юрьевна ( Россия)
25. Ким, Джонатан Йон (Kim Jonathan Yong) ( США)
26. Кимбро, Роберт Шейн (Kimbrough Robert Shane) ( США)
27. Кларк, Лорел Блэр Сэлтон (Clark Laurel Blair Salton) ( США)
28. Клервуа, Жан-Франсуа (Clervoy Jean-Francois) ( Франция)
29. Клив, Мэри Луиз (Cleave Mary Louise) ( США)
30. Климук, Пётр Ильич ( СССР)
31. Клиффорд, Майкл Ричард Юрэм (Clifford Michael Richard Uram) ( США)
32. Ковалёнок, Владимир Васильевич ( СССР)
33. Кови, Ричард Освальд (Covey Richard Oswald) ( США)
34. Козеев, Константин Мирович ( Россия)
35. Кокрелл, Кеннет Дейл (Cockrell Kenneth Dale) ( США)
36. Колдуэлл, Трейси Эллен (Caldwell Tracy Ellen) ( США)
37. Коллинз, Айлин Мари (Collins Eileen Marie) ( США)
38. Коллинз, Майкл (Michael Collins) ( США)
39. Комаров, Владимир Михайлович ( СССР)
40. Кондакова, Елена Владимировна ( Россия)
41. Кондратьев, Дмитрий Юрьевич ( Россия)
42. Коннор, Ларри (Connor Larry) ( США)
43. Кононенко, Олег Дмитриевич ( Россия)
44. Конрад, Чарлз Питер (Conrad Charles Peter Jr.) ( США)
45. Копра, Тимоти Леннарт (Kopra Timothy Lennart) ( США)
46. Корзун, Валерий Григорьевич ( Россия)
47. Корниенко, Михаил Борисович ( Россия)
48. Корсаков, Сергей Владимирович ( Россия)
49. Котов, Олег Валерьевич ( Россия)
50. Коулмэн, Кэтрин Грейс (Coleman Catherine Grace) ( США)
51. Коутс, Майкл Ллойд (Coats Michael Lloyd) ( США)
52. Крауч, Роджер Кит (Crouch Roger Keith) ( США)
53. Крегель, Кевин Ричард (Kregel Kevin Richard) ( США)
54. Крейтон, Джон Оливер (Creighton John Oliver) ( США)
55. Кретьен, Жан-Лу Жак Мари (Chrétien Jean-Loup Jacques Marie) ( Франция)
56. Крикалёв, Сергей Константинович ( СССР)
57. Кример, Тимоти Джон (Creamer Timothy John) ( США)
58. Криппен, Роберт Лорел (Crippen Robert Laurel) ( США)
59. Кристофоретти, Саманта (Cristoforetti Samantha) ( Италия)
60. Кубасов, Валерий Николаевич ( СССР)
61. Кудь-Сверчков, Сергей Владимирович ( Россия)
62. Кук, Кристина (Koch Christina) ( США)
63. Купер, Лерой Гордон (Cooper Leroy Gordon) ( США)
64. Кэри, Дуэйн Джин (Carey Duane Gene) ( США)
65. Кэрри, Нэнси Джейн (Currie Nancy Jane) ( США)
66. Кэссиди, Кристофер Джон (Cassidy Christopher John) ( США)

## Л
1. Лав, Стэнли Глен (Love Stanley Glen) ( США)
2. Лавейкин, Александр Иванович ( СССР)
3. Лазарев, Василий Григорьевич ( СССР)
4. Лазуткин, Александр Иванович ( Россия)
5. Лалиберте, Ги ( Канада)
6. Лаундж, Джон Майкл (Lounge John Michael) ( США)
7. Лаусма, Джек Роберт (Lousma Jack Robert) ( США)
8. Лебедев, Валентин Витальевич ( СССР)
9. Левченко, Анатолий Семёнович ( СССР)
10. Ленуар, Уильям Бенджамин (Lenoir William Benjamin) ( США)
11. Леонов, Алексей Архипович ( СССР)
12. Лесли, Фредерик Уэлдон (Leslie Frederick Weldon) ( США)
13. Ли, Марк Чарльз (Lee Mark Charles) ( США)
14. Ли Гуансу ( Китай)
15. Ли Со Ён (이소연) ( Республика Корея)
16. Ли Цун ( Китай)
17. Линд, Дон Лесли (Lind Don Leslie) ( США)
18. Линдгрен, Челл Норвуд (Lindgren Kjell Norwood) ( США)
19. Линдси, Стивен Уэйн (Lindsey Steven Wayne) ( США)
20. Линенджер, Джерри Майкл (Linenger Jerry Michael) ( США)
21. Линнехан, Ричард Майкл (Linnehan Richard Michael) ( США)
22. Линтерис, Грегори Томас (Linteris Gregory Thomas) ( США)
23. Листма, Дэвид Корнелл (Leestma David Cornell) ( США)
24. Лихтенберг, Байрон Курт (Lichtenberg Byron Kurt) ( США)
25. Ловелл, Джеймс Артур (Lovell James Arthur) ( США)
26. Локхарт, Пол Скотт (Lockhart Paul Scott) ( США)
27. Лончаков, Юрий Валентинович ( Россия)
28. Лоу, Джордж Дейвид (Low George David) ( США)
29. Лоуренс, Уэнди Берриен (Lawrence Wendy Berrien) ( США)
30. Лопес-Алегриа, Майкл Эладио (Lopez-Alegria Michael Eladio) ( США)
31. Лу, Эдвард Цзан (Lu Edward Tsang) ( США)
32. Лусид, Шеннон Матильда Уэллс (Lucid Shannon Matilda (Wells) ( США)
33. Лю Бомин ( Китай)
34. Лю Ван ( Китай)
35. Лю Ян ( Китай)
36. Ляхов, Владимир Афанасьевич ( СССР)

## М
1. Магнус, Сандра Холл (Magnus Sandra Hall) ( США)
2. Макаров, Олег Григорьевич ( СССР)
3. Макартур, Кэтрин Меган (McArthur Katherine Megan) ( США)
4. Макартур, Уильям Сёрлс (McArthur William Surles, Jr.) ( США)
5. Макбрайд, Джон Эндрю (McBride Jon Andrew) ( США)
6. Макдивитт, Джеймс Олтон (McDivitt James Alton) ( США)
7. Маккалли, Майкл Джеймс (McCulley Michael James) ( США)
8. Макклейн, Энн Шарлотт (McClain Anne Charlotte) ( США)
9. Маккэндлесс, Брюс (McCandless Bruce) ( США)
10. Маккул, Уильям Камерон (McCool William Cameron) ( США)
11. Маклейн, Стивен Гленвуд (MacLean Steven Glenwood) ( Канада)
12. Макмонэгл, Доналд Рей (McMonagle Donald Ray) ( США)
13. Макнейр, Роналд Эрвин (McNair Ronald Erwin) ( США)
14. Маленченко, Юрий Иванович ( Россия)
15. Малерба, Франко Эджидио (Malerba Franco Egidio) ( Италия)
16. Маллейн, Ричард Майкл (Mullane Richard Michael) ( США)
17. Малышев, Юрий Васильевич ( СССР)
18. Манаков, Геннадий Михайлович ( СССР)
19. Манаров, Муса Хираманович ( СССР)
20. Манн, Николь Онапу (Mann Nicole Aunapu) ( США)
21. Маршберн, Томас (Marshburn Thomas) ( США)
22. Масгрейв, Стори (Musgrave Story) ( США)
23. Массимино, Майкл Джеймс (Massimino Michael James) ( США)
24. Мастраккио, Ричард Алан (Mastracchio Richard Alan) ( США)
25. Матвеев, Денис Владимирович ( Россия)
26. Маттингли, Томас Кеннет (Mattingly Thomas Kenneth) ( США)
27. Маурер, Маттиас (Maurer Matthias) ( Германия)
28. Маэдзава, Юсаку ( Япония)
29. Меир, Джессика Ульрика (Meir Jessica Ulrika) ( США)
30. Мелвин, Леланд Девон (Melvin Leland Devon) ( США)
31. Мелник, Брюс Эдвард (Melnick Bruce Edwrd) ( США)
32. Мелрой, Памела Энн (Melroy Pamela Ann) ( США)
33. Менон, Анна (Menon Anna) ( США)
34. Мербольд, Ульф Дитрих (Merbold Ulf Dietrich) ( Германия)
35. Мессершмид, Эрнст Вилли (Messerschmid Ernst Willi) ( Германия)
36. Меткалф-Линденбургер, Дороти Мари (Metcalf-Lindenburger Dorothy Marie) ( США)
37. Мид, Карл Джозеф (Meade Carl Joseph) ( США)
38. Миккельсен, Яннике Джейн (Mikkelsen Jannicke Jane ) ( Норвегия)
39. Мисуркин, Александр Александрович ( Россия)
40. Митчелл, Эдгар Дин (Mitchell Edgar Dean) ( США)
41. Могенсен, Андреас (Mogensen Andreas Enevold) ( Дания)
42. Могбели, Жасмин (Moghbeli Jasmin 'Jaws' ) ( США)
43. Моманд, Абдул Ахад ( ДРА)
44. Морган, Эндрю Ричард (Morgan Andrew Richard) ( США)
45. Морган, Барбара Рэддинг (Morgan Barbara Radding) ( США)
46. Мори, Мамору Марк ( Япония)
47. Морин, Ли Миллер Эмил (Morin Lee Miller Emile) ( США)
48. Моруков, Борис Владимирович ( Россия)
49. Музафар Шукор, шейх ( Малайзия)
50. Мукаи, Тиаки ( Япония)
51. Мусабаев, Талгат Амангельдиевич ( Россия)

## Н
1. Найберг, Карен Луджин (Nyberg Karen Lujean) ( США)
2. Не Хайшэн ( Китай)
3. Нейгел, Стивен Рей (Nagel Steven Ray) ( США)
4. Нельсон, Джордж Драйвер (Nelson George Driver) ( США)
5. Нельсон, Клэренс Уильям (Nelson Clarence William) ( США)
6. Нери Вела, Родольфо (Neri Vela Rodolfo) ( Мексика)
7. Несполи, Паоло Анджело (Nespoli Paolo Angelo) ( Италия)
8. Николаев, Андриян Григорьевич ( СССР)
9. Николье, Клод (Nicollier Claude) ( Швейцария)
10. Новак, Лайза Мария (Nowak Lisa Maria) ( США)
11. Новицкий, Олег Викторович ( Россия)
12. Ногути, Соити ( Япония)
13. Норьега, Карлос Исмаэль (Noriega Jiménez Carlos Ismael) ( США)
14. Ньюман, Джеймс Хансен (Newman James Hansen) ( США)

## О
1. О'Коннор, Брайан Дэниел (O`Connor Bryan Daniel) ( США)
2. О'Хара, Эшли Лорел (O'Hara Loral Ashley ) ( США)
3. Овермайер, Роберт Франклин (Overmyer Robert Franklin) ( США)
4. Овчинин, Алексей Николаевич ( Россия)
5. Оккелс, Вюббо Йоханнес (Ockels Wubbo Johannes) ( Нидерланды)
6. Олдрин, Эдвин Юджин (Aldrin Edwin Eugene Jr.) ( США)
7. Оливас, Джон Дэниел (Olivas John Daniel) ( США)
8. Олсен, Грегори (Olsen Gregory Hammond) ( США)
9. Олтман, Скотт Даглас (Altman Scott Douglas) ( США)
10. Онидзука, Эллисон Сёдзи (Onizuka Ellison Shoji) ( США)
11. Ониси, Такуя (Onishi Takuya) ( Япония)
12. Онуфриенко, Юрий Иванович ( Россия)
13. Освальд, Стивен Скот (Oswald Stephen Scott) ( США)
14. Офилейн, Уильям Энтони (Oefelein William Anthony) ( США)
15. Очоа, Эллен Лори (Ochoa Ellen Lauri) ( США)

## П
1. Павелчик, Джеймс Энтони (Pawelczyk James Anthony) ( США)
2. Падалка, Геннадий Иванович ( Россия)
3. Пейет, Жюли (Payette Julie) ( Канада)
4. Паразински, Скотт Эдвард (Parazynski Scott Edward) ( США)
5. Паризи, Роналд Энтони (Ronald Anthony Parise) ( США)
6. Паркер, Роберт Аллан (Parker Robert Allan Ridly) ( США)
7. Пармитано, Лука Сальво (Parmitano Luca Salvo) ( Италия)
8. Пати, Марк (Pathy Mark Laurence) ( Канада)
9. Патрик, Николас Джеймс Макдоналд (Patrick Nicholas James MacDonald) ( США)
10. Пацаев, Виктор Иванович ( СССР)
11. Пейлз, Уильям Артур (Pailes William Arthur) ( США)
12. Пейтон, Гэри Юджин (Payton Gary Eugene) ( США)
13. Пересильд, Юлия Сергеевна ( Россия)
14. Перрен, Филипп (Perrin Philippe) ( Франция)
15. Песке, Тома (Pesquet Thomas) ( Франция)
16. Песков, Кирилл Александрович ( Россия)
17. Петелин, Дмитрий Александрович ( Россия)
18. Петтит, Доналд Рой (Pettit Donald Roy) ( США)
19. Пик, Тимоти Найджел (Timothy Peake) ( Великобритания)
20. Питерсон, Дональд Херод (Peterson Donald Herod) ( США)
21. Пойндекстер, Алан Гудвин (Poindexter Alan Goodwin) ( США)
22. Полански, Марк Льюис (Polansky Mark Lewis) ( США)
23. Полещук, Александр Фёдорович ( Россия)
24. Поляков, Валерий Владимирович ( СССР)
25. Понтис, Маркус (Pontes Marcos César) ( Бразилия)
26. Попов, Леонид Иванович ( СССР)
27. Попович, Павел Романович ( СССР)
28. Потит, Скотт (Poteet Scott) ( США)
29. Поуг, Уильям Рид (Pogue William Reid) ( США)
30. Прекорт, Чарлз Джозеф (Precourt Charles Joseph) ( США)
31. Прокопьев, Сергей Валерьевич ( Россия)
32. Проктор, Сиан (Sian Proctor) ( США)
33. Прунариу, Думитру Дорин (Prunariu Dumitru Dorin) ( СР Румыния)

## Р
1. Райд, Салли Кристен (Ride Sally Kristen) ( США)
2. Райзман, Гарретт Эрин (Reisman Garrett Erin) ( США)
3. Райли, Джеймс Фрэнсис (Reilly James Francis) ( США)
4. Райтер, Томас Артур (Reiter Thomas Arthur) ( Германия)
5. Райтлер, Кеннет Стэнли (Reightler Kenneth Stanley Jr.) ( США)
6. Рамон, Илан ( Израиль)
7. Ранко, Марио (Runko Mario Jr.) ( США)
8. Ревин, Сергей Николаевич ( Россия)
9. Редди, Уильям Фрэнсис (Readdy William Francis) ( США)
10. Резник, Джудит Арлен (Resnik Judith Arlene) ( США)
11. Ремек, Владимир (Remek Vladimír) ( Чехословакия)
12. Ричардс, Пол Уильям (Richards Paul William) ( США)
13. Ричардс, Ричард Ноэл (Richards Richard Noel) ( США)
14. Робинсон, Стивен Керн (Robinson Stephen Kern) ( США)
15. Рогге, Робеа Патрисия (Rabea Patricia Rogge) ( Германия)
16. Рождественский, Валерий Ильич ( СССР)
17. Романенко, Роман Юрьевич ( Россия)
18. Романенко, Юрий Викторович ( СССР)
19. Роминджер, Кент Вернон (Rominger Kent Vernon) ( США)
20. Росс, Джерри Линн (Ross Jerry Lynn) ( США)
21. Рубинс, Кэтлин (Rubins Kathleen) ( США)
22. Рубио, Франсиско (Rubio Francisco) ( США)
23. Рукавишников, Николай Николаевич ( СССР)
24. Руза, Стюарт Аллен (Roosa Stuart Allen) ( США)
25. Рыжиков, Сергей Николаевич ( Россия)
26. Рюмин, Валерий Викторович ( СССР)
27. Рязанский, Сергей Николаевич ( Россия)

## С
1. Савиных, Виктор Петрович ( СССР)
2. Савицкая, Светлана Евгеньевна ( СССР)
3. Сакко, Альберт (Sacco Albert Jr.) ( США)
4. Салливэн, Кэтрин Дуайер (Sullivan Kathryn Dwyer) ( США)
5. Самокутяев, Александр Михайлович ( Россия)
6. Сарафанов, Геннадий Васильевич ( СССР)
7. Севастьянов, Виталий Иванович ( СССР)
8. Сега, Роналд Майкл (Sega Ronald Michael) ( США)
9. Седдон, Маргарет Ри (Seddon Margaret Rhea) ( США)
10. Селлерс, Пирс Джон (Sellers Piers John) ( США)
11. Семброски, Кристофер (Christoper Sembroski) ( США)
12. Сен-Жак, Давид (Saint-Jaques David) ( Канада)
13. Сенкер, Роберт Джозеф (Cenker Robert Joseph) ( США)
14. Серебров, Александр Александрович ( СССР)
15. Сернан, Юджин Эндрю (Cernan Eugene Andrew) ( США)
16. Серова, Елена Олеговна ( Россия)
17. Симони, Чарльз (Simonyi Charles) ( США)
18. Сирфосс, Ричард Алан (Searfoss Richard Alan) ( США)
19. Скалли-Пауэр, Пол Десмонд (Scully-Power Paul Desmond) ( США)
20. Скворцов, Александр Александрович ( Россия)
21. Скоби, Фрэнсис Ричард (Scobee Francis Richard) ( США)
22. Скотт, Дейвид Рэндолф (Scott David Randolph) ( США)
23. Скотт, Уинстон Эллиотт (Scott Winston Elliott) ( США)
24. Скрипочка, Олег Иванович ( Россия)
25. Слейтон, Дональд Кент (Slayton Donald Kent) ( США)
26. Смит, Стивен Ли (Smith Steven Lee) ( США)
27. Соловьёв, Анатолий Яковлевич ( СССР)
28. Соловьёв, Владимир Алексеевич ( СССР)
29. Спринг, Шервуд Кларк (Spring Sherwood Clark) ( США)
30. Спрингер, Роберт Клайд (Springer Robert Clyde) ( США)
31. Стаффорд, Томас Пэттен (Stafford Thomas Patten) ( США)
32. Стеркоу, Фредерик Уилфорд (Sturckow Frederick Wilford) ( США)
33. Стефанишин-Пайпер, Хайдемари Марта (Stefanyshyn-Piper Heidemarie Martha) ( США)
34. Стиббе, Эйтан ( Израиль)
35. Стилл-Килрейн, Сьюзан Ли (Still-Kilrain Susan Leigh) ( США)
36. Стотт, Николь Мари Пассонно (Stott Nicole Marie Passonno) ( США
37. Стрекалов, Геннадий Михайлович ( СССР)
38. Стюарт, Роберт Ли (Stewart Robert Lee) ( США)
39. Суайгерт, Джон Леонард (Swigert John Leonard) ( США)
40. Сун Линдун (Song Lingdong) ( Китай)
41. Сураев, Максим Викторович ( Россия)
42. Суонсон, Стивен Рей (Swanson Steven Ray) ( США)
43. Сэтчер, Роберт Ли (Satcher Robert Lee) ( США)

## Т
1. Тагард, Норман Эрл (Thagard Norman Earl) ( США)
2. Тамайо Мендес, Арнальдо (Tamayo Méndez Arnaldo) ( Куба)
3. Тан Хунбо (Tang Hongbo) ( Китай)
4. Тани, Дэниел Мичио (Tani Daniel Michio) ( США)
5. Таннер, Джозеф Ричард (Tanner Joseph Richard) ( США)
6. Тарелкин, Евгений Игоревич ( Россия)
7. Терешкова, Валентина Владимировна ( СССР)
8. Тёрск, Роберт Брент (Thirsk Robert Brent) ( Канада)
9. Тиле, Герхард (Thiele Gerhard Paul Julius) ( Германия)
10. Тингл, Скотт Дэвид (Scott David Tingle) ( США)
11. Тито, Деннис Энтони (Tito Dennis Anthony) ( США)
12. Титов, Владимир Георгиевич ( СССР)
13. Титов, Герман Степанович ( СССР)
14. Токарев, Валерий Иванович ( Россия)
15. Томас, Доналд Алан (Thomas Donald Alan) ( США)
16. Томас, Эндрю Сидни Уитиел (Thomas Andrew Sydney Withiel) ( США)
17. Тонини, Мишель (Tognini Michel) ( Франция)
18. Торнтон, Кэтрин Райан Корделл (Thornton Kathryn Ryan Cordell) ( США)
19. Торнтон, Уильям Эдгар (Thornton William Edgar) ( США)
20. Трещёв, Сергей Евгеньевич ( Россия)
21. Триггвейзон, Бьярни Валдимар (Tryggvason Bjarni Valdimar) ( Канада)
22. Трин, Юджин Ху-Чау (Trinh Eugene Huu-Chau) ( США)
23. Трули, Ричард Харрисон (Truly Richard Harrison) ( США)
24. Туот, Пьерр Джозеф (Thuot Pierre Joseph) ( США)
25. Тюрин, Михаил Владиславович ( Россия)

## У
1. Уайсмен, Грегори Рид (Wiseman Gregory Reid) ( США)
2. Уайсофф, Питер Джеффри Келси (Wisoff Peter Jeffrey Kelsey) ( США)
3. Уайт, Эдвард Хиггинс (White Edward Higgins) ( США)
4. Уайтц, Пол Джозеф (Weitz Paul Joseph) ( США)
5. Узнаньский, Славош (Uznański-Wiśniewski Sławosz) ( Польша)
6. Уилкатт, Терренс Уэйд (Wilcutt Terrence Wade) ( США)
7. Уилмор, Барри Юджин (Wilmore Barry Eugene) ( США)
8. Уилок, Даглас Харри (Wheelock Douglas Harry) ( США)
9. Уилсон, Стефани Диана (Wilson Stephanie Diana) ( США)
10. Уильямс, Давид Рис (Williams Dafydd Rhys) ( Канада)
11. Уильямс, Джеффри Нелс (Williams Jeffrey Nels) ( США)
12. Уильямс, Доналд Эдвард (Williams Donald Edward) ( США)
13. Уильямс, Сунита Лин (Williams Sunita Lyn) ( США)
14. Уитсон, Пегги Эннетт (Whitson Peggy Annette) ( США)
15. Уокер, Дейвид Мэттисон (Walker David Mathison) ( США)
16. Уокер, Чарлз Дейвид (Walker Charles David) ( США)
17. Уокер, Шеннон (Walker Shannon) ( США)
18. Уолз, Карл Эрвин (Walz Carl Erwin) ( США)
19. Уолхайм, Рекс Джозеф (Wallheim Rex Joseph) ( США)
20. Уорден, Альфред Меррилл (Worden Alfred Merrill) ( США)
21. Уоткинс, Джессика (Watkins Jessica Andrea) ( США)
22. Усачёв, Юрий Владимирович ( Россия)
23. Уэбер, Мэри Эллен (Weber Mary Ellen) ( США)
24. Уэзерби, Джеймс Доналд (Wetherbee James Donald) ( США)
25. Уэнг, Тейлор Ган-Джин (Wang Taylor Gun-Jin) ( США)

## Ф
1. Фабиан, Джон Маккрири (Fabian John McCreary) ( США)
2. Фавье, Жан-Жак (Favier Jean-Jacques) ( Франция)
3. Фам Туан (Phạm Tuân) ( Вьетнам)
4. Фарис, Мухаммед Ахмед ( Сирия)
5. Фаркаш, Берталан (Farkas Bertalan) ( Венгрия)
6. Федяев, Андрей Валерьевич ( Россия)
7. Феоктистов, Константин Петрович ( СССР)
8. Фергюсон, Кристофер Джон (Ferguson Christopher John) ( США)
9. Феттман, Мартин Джозеф (Fettman Martin Joseph) ( США)
10. Фибёк, Франц Артур (Viehböck Franz Artur) ( Австрия)
11. Филипченко, Анатолий Васильевич ( СССР)
12. Филипс, Эрик Луис (Philips Eric Louis)( Австралия)
13. Филлипс, Джон Линч (Phillips John Lynch) ( США)
14. Финк, Эдвард Майкл (Fincke Edward Michael) ( США)
15. Фишер, Анна Ли (Fisher Anna Lee) ( США)
16. Фишер, Джек Дэвид (Fisher Jack David) ( США)
17. Фишер, Уильям Фредерик (Fisher William Frederick) ( США)
18. Фладе, Клаус-Дитрих (Flade Klaus-Dietrich) ( Германия)
19. Форд, Кевин Энтони (Ford Kevin Anthony) ( США
20. Форман, Майкл Джеймс (Foreman Michael James) ( США)
21. Форрестер, Патрик Грэм (Forrester Patrick Graham) ( США)
22. Фоссум, Майкл Эдвард (Fossum Michael Edward) ( США)
23. Фоул, Колин Майкл (Foale Colin Michael) ( США)
24. Фрик, Стивен Натаниэль (Frick Stephen Nathaniel) ( США)
25. Фримаут, Дирк Дрис Давид Дамиан (Frimout Dirk Dries David Damiaan) ( Бельгия)
26. Фуглесанг, Арне Кристер (Fuglesang Arne Christer) ( Швеция)
27. Фуллертон, Чарлз Гордон (Fullerton Charles Gordon) ( США)
28. Фуррер, Райнхард Альфред (Furrer Reinhard Alfred) ( Германия)
29. Фурукава, Сатоси ( Япония)
30. Фьюстел, Эндрю Джей (Feustel Andrew Jay) ( США)
31. Фэй Цзюньлун ( Китай)

## Х
1. Хайнс, Роберт (Hines Robert Thomas) ( США)
2. Хайр, Кэтрин Патриция (Hire Kathrin Patricia) ( США)
3. Харбо, Грегори Джордан (Harbaugh Gregory Jordan) ( США)
4. Харрис, Бернард (Harris Bernard Andrew) ( США)
5. Харт, Терри Джонатан (Hart Terry Jonathan) ( США)
6. Хартсфилд, Генри Уоррен (Hartsfield Henry Warren) ( США)
7. Хасбанд, Рик Даглас (Husband Rick Douglas) ( США)
8. Хаук, Фредерик Хэмилтон (Hauck Frederick Hamilton) ( США)
9. Хейг, Тайлер (Hague Tyler Nicklaus) ( США)
10. Хейз, Фред Уоллес (Haise Fred Wallace) ( США)
11. Хелмс, Сузан Джейн (Helms Susan Jane) ( США)
12. Хенайз, Карл Гордон (Henize Karl Gordon) ( США)
13. Хеннен, Томас Джон (Hennen Thomas John) ( США)
14. Хенрикс, Теренс Томас (Henricks Terence Thomas) ( США)
15. Херрингтон, Джон Беннетт (Herrington John Bennett) ( США)
16. Хёрли, Даглас Джеральд (Hurley Douglas Gerald) ( США)
17. Хиб, Ричард Джеймс (Hieb Richard James) ( США)
18. Хиггинботэм, Джоан (Higginbotham Joan Elizabeth Miller) ( США)
19. Хилмерс, Дейвид Карл (Hilmers David Carl) ( США)
20. Хирано, Ёдзо ( Япония)
21. Хобо, Чарлз Оуэн (Hobaugh Charles Owen) ( США)
22. Хобург, Уоррен (Hoburg Warren Woodrow) ( США)
23. Холселл, Джеймс Дональд (Halsell James Donald, Jr.) ( США)
24. Хопкинс, Майкл Скотт (Hopkins Michael Scott) ( США)
25. Хоровиц, Скотт (Horowitz Scott Jay) ( США)
26. Хосидэ, Акихико ( Япония)
27. Хоули, Стивен Алан (Hawley Steven Alan) ( США)
28. Хоффман, Джеффри Алан (Hoffman Jeffrey Alan) ( США)
29. Хрунов, Евгений Васильевич ( СССР)
30. Хьюз-Фулфорд, Милли Элизабет (Hughes-Fulford Millie Elizabeth) ( США)
31. Хэдфилд, Кристофер Остин (Hadfield Christopher Austin) ( Канада)
32. Хэм, Кеннет Тодд (Ham Kenneth Todd) ( США)
33. Хэммонд, Ллойд Блейн (Hammond Lloyd Blaine) ( США)

## Ц
1. Цай Сюйчжэ ( Китай)
2. Цзин Хайпэн ( Китай)
3. Циблиев, Василий Васильевич ( Россия)

## Ч
1. Чавла, Калпана (Chawla Kalpana) ( США)
2. Чанг-Диас, Франклин Рамон (Chang-Diaz Franklin Ramon) ( США)
3. Чари, Раджа (Chari Raja) ( США)
4. Чжай Чжиган ( Китай)
5. Чжан Лу ( Китай)
6. Чжан Сяогуан ( Китай)
7. Чжу Янчжу ( Китай)
8. Чиао, Лерой (Chiao Leroy Russel) ( США)
9. Чилтон, Кевин Патрик (Chilton Kevin Patrick) ( США)
10. Чуб, Николай Александрович ( Россия)
11. Чэнь Дун ( Китай)
12. Чэнь Чжунжуй (Chen Zhongrui) ( Китай)

## Ш
1. Шамитофф, Грегори Эррол (Chamitoff Gregory Errol) ( США)
2. Шаргин, Юрий Георгиевич ( Россия)
3. Шарипов, Салижан Шакирович ( Россия)
4. Шарма, Ракеш (Sharma Rakesh) ( Индия)
5. Шарман, Хелен Патришиа (Sharman Helen Patricia) ( Великобритания)
6. Шаталов, Владимир Александрович ( СССР)
7. Шаттлуорт, Марк Ричард (Shuttleworth Mark Richard) ( ЮАР)
8. Швайкарт, Рассел (Schweickart Russel Luis) ( США)
9. Шепард, Алан (Shepard Alan Bartlett, Jr.) ( США)
10. Шеперд, Уильям (Shepherd William McMichael) ( США)
11. Шипенко, Клим Алексеевич ( Россия)
12. Ширра, Уолтер Марти (Schirra Wolter Marty) ( США)
13. Шкаплеров, Антон Николаевич ( Россия)
14. Шлегель, Ханс Вильгельм (Schlegel Hans Wilhelm) ( Германия)
15. Шмитт, Харрисон Хейган (Schmitt Harrison Hagan) ( США)
16. Шонин, Георгий Степанович ( СССР)
17. Шоу, Брюстер Хопкинсон (Show Brewster Hopkinon) ( США)
18. Шоффнер, Джон (Shoffner John) ( США)
19. Шрайвер, Лорен Джеймс (Shriver Loren James) ( США)
20. Шукла, Шубханшу (Shukla Shubhanshu) ( Индия)

## Э
1. Эвальд, Райнхольд (Ewald Reinhold) ( Германия)
2. Эванс, Роналд Эллвин (Evans Ronald Ellwin) ( США)
3. Эдвардс, Джо Фрэнк (Edwards Joe Frank, Jr.) ( США)
4. Эйартц, Леопольд (Eyharts Leopold) ( Франция)
5. Эйкерс, Томас Дейл (Akers Thomas Dale) ( США)
6. Эктон, Лорен Уилбер (Acton Loren Wilber) ( США)
7. Энгл, Джо Генри (Engle Joe Henry) ( США)
8. Эньере, Жан-Пьер (Haigneré Jean-Pierre) ( Франция)
9. Эньере (Андре-Деэ), Клоди (Haigneré (André-Deshays) Claudie) ( Франция)
10. Эппс, Джанетт (Epps Jeanette Jo) ( США)
11. Эпт, Джером (Apt III Jerome) ( США)
12. Эрнандес, Хосе Морено (Hernandez Jose Moreno) ( США)
13. Эшби, Джеффри Ширс (Ashby Jeffrey Shears) ( США)

## Ю
1. Юи, Кимия ( Япония)
2. Юрчихин, Фёдор Николаевич ( Россия)

## Я
1. Ямадзаки, Наоко ( Япония)
2. Ян Ливэй ( Китай)
3. Янг, Джон Уоттс (Young John Watts) ( США)

## Статистика
В орбитальных космических полётах участвовало 638 человек, в том числе 83 женщины.
В настоящее время нет в живых 135 человек.

## Распределение космонавтов по странам
- США — 370 космонавтов
- СССР и  Россия — 139 космонавтов
- Китай — 26 космонавтов
- Япония — 14 космонавтов
- Германия (вместе с  ГДР) — 13 космонавтов
- Канада — 11 космонавтов
- Франция — 10 космонавтов
- Италия — 8 космонавтов
- Саудовская Аравия — 3 космонавта

10 стран представлены двумя космонавтами (в хронологическом порядке):  Болгария,  Бельгия,  Нидерланды,  Великобритания,  Израиль,  ОАЭ,  Швеция,  Индия,  Польша,  Венгрия.
24 страны представлены одним космонавтом (в хронологическом порядке):  Чехословакия/Чехия,  Вьетнам,  Куба,  Монголия,  Румыния,  Индия,  Мексика,  Сирия,  Афганистан,  Австрия,  Швейцария,  Украина,  Испания,  Словакия,  ЮАР,  Бразилия,  Малайзия,  Республика Корея,  Дания,  Казахстан,  Турция,  Беларусь,  Мальта,  Норвегия,  Австралия.

## Число космонавтов разных стран и их полётная активность
В данной таблице, как и в списке в целом, учитываются только участники состоявшихся орбитальных полётов (учтены 2 суборбитальных полета США - 15.05.1961 Меркурий-Редстоун-3 и 21.07.1961 Меркурий-Редстоун-4). 
Аварийные старты (Союз-18-1, Союз Т-10-1, STS-51L, Союз МС-10), а также многочисленные суборбитальные полёты последних лет с космическими туристами в расчёт не принимаются.
| Страны                     | Число космонавтов | Число полётов | Число полётов | Число полётов | Число полётов | Число полётов | Число полётов | Число полётов | Число полётов    |
| Страны                     | Число космонавтов | 1             | 2             | 3             | 4             | 5             | 6             | 7             | Человеко-полётов |
| -------------------------- | ----------------- | ------------- | ------------- | ------------- | ------------- | ------------- | ------------- | ------------- | ---------------- |
| США                        | 370               | 116           | 97            | 68            | 61            | 20            | 6             | 2             | 908              |
| Россия / СССР              | 139               | 54            | 36            | 32            | 8             | 7             | 2             |               | 301              |
| Китай                      | 26                | 15            | 8             | 2             | 1             |               |               |               | 41               |
| Япония                     | 14                | 5             | 6             | 2             |               | 1             |               |               | 28               |
| Германия (в том числе ГДР) | 13                | 9             | 3             | 1             |               |               |               |               | 18               |
| Канада                     | 11                | 5             | 4             | 2             |               |               |               |               | 19               |
| Франция                    | 10                | 3             | 5             | 2             |               |               |               |               | 19               |
| Италия                     | 8                 | 3             | 3             | 2             |               |               |               |               | 15               |
| Саудовская Аравия          | 3                 | 3             |               |               |               |               |               |               | 3                |
| Бельгия                    | 2                 | 1             | 1             |               |               |               |               |               | 3                |
| Нидерланды                 | 2                 | 1             | 1             |               |               |               |               |               | 3                |
| Швеция                     | 2                 | 1             | 1             |               |               |               |               |               | 3                |
| Болгария                   | 2                 | 2             |               |               |               |               |               |               | 2                |
| Великобритания             | 2                 | 2             |               |               |               |               |               |               | 2                |
| Израиль                    | 2                 | 2             |               |               |               |               |               |               | 2                |
| ОАЭ                        | 2                 | 2             |               |               |               |               |               |               | 2                |
| Польша                     | 2                 | 2             |               |               |               |               |               |               | 2                |
| Венгрия                    | 2                 | 2             |               |               |               |               |               |               | 2                |
| Индия                      | 2                 | 2             |               |               |               |               |               |               | 2                |
| Швейцария                  | 1                 |               |               |               | 1             |               |               |               | 4                |
| Испания                    | 1                 |               | 1             |               |               |               |               |               | 2                |
| Дания                      | 1                 |               | 1             |               |               |               |               |               | 2                |
| Чехия (Чехословакия)       | 1                 | 1             |               |               |               |               |               |               | 1                |
| Вьетнам                    | 1                 | 1             |               |               |               |               |               |               | 1                |
| Куба                       | 1                 | 1             |               |               |               |               |               |               | 1                |
| Монголия                   | 1                 | 1             |               |               |               |               |               |               | 1                |
| Румыния                    | 1                 | 1             |               |               |               |               |               |               | 1                |
| Мексика                    | 1                 | 1             |               |               |               |               |               |               | 1                |
| Сирия                      | 1                 | 1             |               |               |               |               |               |               | 1                |
| Афганистан                 | 1                 | 1             |               |               |               |               |               |               | 1                |
| Австрия                    | 1                 | 1             |               |               |               |               |               |               | 1                |
| Украина                    | 1                 | 1             |               |               |               |               |               |               | 1                |
| Словакия                   | 1                 | 1             |               |               |               |               |               |               | 1                |
| ЮАР                        | 1                 | 1             |               |               |               |               |               |               | 1                |
| Бразилия                   | 1                 | 1             |               |               |               |               |               |               | 1                |
| Малайзия                   | 1                 | 1             |               |               |               |               |               |               | 1                |
| Республика Корея           | 1                 | 1             |               |               |               |               |               |               | 1                |
| Казахстан                  | 1                 | 1             |               |               |               |               |               |               | 1                |
| Турция                     | 1                 | 1             |               |               |               |               |               |               | 1                |
| Беларусь                   | 1                 | 1             |               |               |               |               |               |               | 1                |
| Мальта                     | 1                 | 1             |               |               |               |               |               |               | 1                |
| Норвегия                   | 1                 | 1             |               |               |               |               |               |               | 1                |
| Австралия                  | 1                 | 1             |               |               |               |               |               |               | 1                |
| 43                         | 638               | 251           | 167           | 111           | 71            | 28            | 8             | 2             | 1404             |